# Last regrets/風の辿り着く場所
「Last regrets/風の辿り着く場所」（ラスト・リグレッツ/かぜのたどりつくばしょ）は、日本の女性歌手・彩菜の1作目のシングル。2006年12月28日発売。

## 解説
2006年に放送されたTBS系テレビアニメ『Kanon』の主題歌シングルだが、収録楽曲は原作の主題歌でもあり、トラック1・2は「Kanon ORIGINAL SOUNDTRACK」など他のCDにも収録されている。トラック5・6は新規に編曲されたものである。Key Sounds Label初のアニメソングシングル。
「Last regrets」は本作のPS2版のCMソングとしても使われている。

## 収録曲
1. Last regrets
作詞・作曲：Key　編曲：高瀬一矢
2. 風の辿り着く場所
作詞：Key　作曲：折戸伸治　編曲：高瀬一矢
3. Last regrets -TV animation ver.-
4. 風の辿り着く場所 -TV animation ver.-
5. Last regrets -2006 memorial mix-
編曲：Manack
6. 風の辿り着く場所 -2006 memorial mix-
編曲：Manack

## 別バージョン
Liaのアルバム『dearly』には『"Last Regrets feat. Ayana duo version』として、彩菜とのデュエット版が収録されている。また、Liaのリミックスアルバム『enigmaticLIA4 -Anthemical Keyworlds-』に、さつき が てんこもりによるこのバージョンのアレンジ版が収録されている。
このバージョンとは別にLiaのリミックスアルバム『enigmaticLIA2』には、斎藤広祐がOMEGA FORCE名義でリミックスしたものが収録されている。